# Quistrachia lefroyi
Quistrachia lefroyi är en snäckart som beskrevs av Alan Solem 1997. Quistrachia lefroyi ingår i släktet Quistrachia och familjen Camaenidae. Inga underarter finns listade i Catalogue of Life.